# Stade de Tanger
Stade de Tanger (znany również jako Grand Stade de Tanger, Stade Ibn Battouta) – wielofunkcyjny stadion w Tangerze, w Maroku. Może pomieścić 45 000 widzów. Został otwarty 26 kwietnia 2011 roku. Swoje spotkania rozgrywają na nim piłkarze klubu Ittihad Tanger, którzy przed otwarciem nowego obiektu występowali na Stade de Marchan. 27 lipca 2011 roku na stadionie rozegrano spotkanie o Superpuchar Francji pomiędzy Lille OSC i Olympique Marsylia, zakończone zwycięstwem klubu z Marsylii 5:4. Obiekt będzie także jedną z aren piłkarskiego Pucharu Narodów Afryki 2015.